# 마타도르 레코드
마타도르 레코드(Matador Records)는 인디 록 음악가와 밴드들이 속한 인디 음반 레이블이다.

## 주요 음악가
- 요 라 텡고
- 리즈 페어
- 모과이
- 인터폴
- 벨 & 세바스찬
- 캣 파워
- 피치카토 파이브
- 퀸스 오브 더 스톤 에이지
- 소닉 유스